# Teodor II. (papa Koptske pravoslavne Crkve)
Teodor II. (također Tavadros, ar. البابا تواضروس الثاني, Waǧīh Ṣubḥī Bāqī Sulaymān) (Mansura, Egipat, 4. studenog 1952.), je od 2012. patrijarh Aleksandrije i papa Koptske pravoslavne Crkve koja vodi podrijetlo još od svetog Marka. 

## Životopis
Wajih Sobhi Baki Solayman studirao je na aleksandrijskom sveučilištu farmaciju i na kraju postao poslovođom Državnog farmacijskog poduzeća Damanhur.
No, 1986. ulazi u pustinjski samostan Deir Anba Bišoi, da bi 1988. položio vječnu zakletvu kao monah. Sljedeće godine zaređen je za svećenika.

1997. ga je Sinod Koptske pravoslavne Crkve izabrao za biskupa a zaredio ga je papa aleksandrijski Šenuda III. Nakon smrti Šenude III. u ožujku 2012. Teodor II. biva izabran za 118. crkvenog vođu Koptske pravoslavne Crkve 4. studenog 2012. Svečana inauguracija izvršena je 18. studenog 2012.